# Кременицький Віктор Олександрович
Віктор Олександрович Кременицький  (1 січня 1916, село Шукліно, Курська губернія, Російська імперія — 1 жовтня 1994, місто Житомир, Україна) — український радянський державний і партійний діяч, учасник диверсійно-терористичного руху в період німецько-радянської війни 1941—1945 років, голова Житомирського облвиконкому у 1955—1982 роках. Депутат Верховної Ради УРСР 3—10-го скликань. Член ЦК КПУ в 1952—1954 р. Кандидат у члени ЦК КПУ в 1960—1981 р.

## Біографія
Народився 1 січня 1916 року в селі Шукліно Курської губернії (тепер Фатезького району Курської області) у бідній багатодітній селянській родині.
У 1929 році переїхав у Запоріжжя, де навчався на робітничому факультеті. У вільний від навчання час підробляв на будівництві Дніпрогесу і заводу «Запоріжсталь». По закінченню робітничого факультету навчався до 1936 року в Одеському державному педагогічному інституті. Освіта незакінчена вища.
З 1936 року працював учителем неповної середньої школи в селі Ільїнка Далеко-Східного краю РРФСР, у 1937—1939 роках — завідувачем навчальної частини середньої школи на Волховбуді в Ленінградській області РРФСР. У 1937 році вступив до комсомолу.
У 1939 році був призваний до Червоної армії і по закінченні курсів молодших лейтенантів у листопаді 1939 року брав участь у бойових діях на фінському фронті, де командував ротою 49-ї стрілецької дивізії РСЧА. При прориві лінії Манергейма був важко поранений, а після лікування знову повернувся в стрій. Член ВКП(б) з 1940 року.
Учасник німецько-радянської війни. З липня 1941 року — партизан загону капітана Мокроусова в Криму. У січні 1942 року цей загін увійшов до складу партизанського з'єднання під командуванням двічі Героя Радянського Союзу О. Ф. Федорова. Служив старшиною роти, начальником штабу, комісаром партизанського загону імені Сталіна, а з 1943 року — комісаром і командиром сформованої на базі з'єднання Польської партизанської бригади імені Ванди Василевської. З березня по серпень 1944 року бригада вела бойові дії на території Польщі. У цих боях був двічі поранений. Після з'єднання з частинами Радянської Армії Польську бригаду у 1944 році розформували.
У 1944 році — завідувач Олександрівського районного відділу народної освіти Сталінської області.
У 1944—1946 роках — голова виконавчого комітету Олександрівської районної ради депутатів трудящих Сталінської області.
У 1946—1948 роках — 1-й секретар Олександрівського районного комітету КП(б)У Сталінської області.
У 1948 році — завідувач відділу шкіл Сталінського обласного комітету КП(б)У.
У листопаді 1948 — серпні 1950 року — завідувач Сталінського обласного відділу народної освіти.
У серпні 1950 — січні 1954 року — голова виконавчого комітету Сталінської обласної ради депутатів трудящих.
У 1954—1955 роках — заступник, 1-й заступник голови виконавчого комітету Житомирської обласної ради депутатів трудящих.
У серпні (затв.) 1955 — січні 1963 року — голова виконавчого комітету Житомирської обласної ради депутатів трудящих. У січні 1963 — грудні 1964 року — голова виконавчого комітету Житомирської промислової обласної ради депутатів трудящих.
У грудні 1964 — 22 березня 1965 року — 1-й заступник голови виконавчого комітету Житомирської обласної ради депутатів трудящих.
22 березня 1965 — лютий 1982 року — голова виконавчого комітету Житомирської обласної ради народних депутатів.
За досягнення значних успіхів у господарському та культурному будівництві Житомирська область була нагороджена найвищою нагородою СРСР — орденом Леніна.
Обирався депутатом Верховної Ради Української РСР протягом восьми скликань з 1951 по 1985 роки. У 1951 — травні 1954 року був заступником голови Верховної Ради УРСР. Протягом 20 років очолював планово-бюджетну комісію Верховної Ради УРСР.
З 1982 року — на пенсії, мешкав у Житомирі. Автор книги спогадів «Імені Ванди Василевської» (Київ, 1986)
Помер 1 жовтня 1994 року, похований в місті Житомирі.

## Нагороди
За видатні відзнаки при командуванні партизанською бригадою імені Ванди Василевської і за проявлені особисту мужність та героїзм у боях з німецько-фашистськими загарбниками за визволення Польщі Головне Командування Армії Людової нагородило В. О. Кременицького орденом «Хрест Грюнвальда» 2-го класу та удостоїло його звання Почесного громадянина міста Замосць Люблінського воєводства.
Також нагороджений орденом Леніна, орденом «Знак Пошани», двома орденами Червоного Прапора, трьома орденами Трудового Червоного Прапора (8.01.1966), орденами Вітчизняної війни І та II ступенів, багатьма медалями, у числі яких — медаль «Партизанові Вітчизняної війни» І ступеня.

## Декомунізація
Після ухвалення Закону України «Про засудження комуністичного та націонал-соціалістичного (нацистського) тоталітарних режимів в Україні та заборону пропаганди їхньої символіки» пам'ятна дошка В.Кременицькому на вулиці Театральній в Житомирі була демонтована